# Église Saint-Martin de Laroquebrou
Pour les articles homonymes, voir Église Saint-Martin.
L'église Saint-Martin est une église catholique située sur la commune de Laroquebrou, dans le département du Cantal, en France.

## Historique
L'édifice est classé au titre des monuments historiques en 1914.